# Toa
Toa, indijansko pleme na području današnje države Zulia u Venezueli, na ulazu u jezero Maracaibo.
Njihov jezik smatra se dijalektom jezika paraujano ili añú, porodica arawak. Ribarstvo im je bila glavna djelatnost. Otok Isla de Toas po njima nosi ime

## Vanjske poveznice
- Isla de Toas